# Нагірняк Євгенія Семенівна
Нагірняк Євгенія Семенівна (нар. 6 січня 1950, Ломачинці) — педагог, літератор, майстер народної творчості, відмінник освіти України, лауреат премії імені Омеляна Поповича. Дружина письменника Івана Нагірняка.

## Біографія
Народилася в придністровському селі Ломачинці на Буковині, де закінчила середню школу. Вищу освіту здобула на філологічному факультеті Чернівецького державного університету. Працювала вчителем у Білоусівці, Сокирянах, у Карапчівській спецшколі інтернаті в Ломачинцях і Новодністровському будинку народної творчості.

## Творчість
Авторка книги оповідань «Таїнство світлого празника» (у співавторстві з Іваном Нагірняком, Валентиною Яровою) — Чернівці: Букрек, 2012. — 172 с. — ISBN 978-966-399-439-0.